# Club Baloncesto Sevilla 1994-1995
Questa voce raccoglie le informazioni riguardanti il Club Baloncesto Sevilla nelle competizioni ufficiali della stagione 1994-1995.

## Stagione
La stagione 1994-1995 del Club Baloncesto Sevilla è la 6ª nel massimo campionato spagnolo di pallacanestro, la Liga ACB.

## Roster
Aggiornato al 30 luglio 2021.
| Caja San Fernando 1994-95 | Caja San Fernando 1994-95 |
| Giocatori                 | Staff tecnico             |
| ------------------------- | ------------------------- |

| N. | Naz.                                   | Ruolo | Nome                | Anno | Alt.   | Peso   |  |
| -- | -------------------------------------- | ----- | ------------------- | ---- | ------ | ------ |  |
| 4  | Spagna (bandiera)                      | G     | Carlos Montes       | 1965 | 194 cm |        |  |
| 5  | Spagna (bandiera)                      | P     | Nacho Azofra        | 1969 | 185 cm | 80 kg  |  |
| 6  | Spagna (bandiera)                      | C     | Javier González     | 1968 | 205 cm |        |  |
| 7  | Stati Uniti (bandiera)                 | AG    | Brian Jackson       | 1959 | 203 cm | 95 kg  |  |
| 8  | Spagna (bandiera)                      | P     | David Solé          | 1968 | 184 cm |        |  |
| 9  | Spagna (bandiera)                      | A     | Raúl Pérez          | 1968 | 198 cm |        |  |
| 10 | Spagna (bandiera)                      | AC    | Jesús Llano (C)     | 1961 | 199 cm |        |  |
| 11 | Stati Uniti (bandiera)                 | AC    | Granger Hall        | 1962 | 203 cm | 91 kg  |  |
| 12 | Spagna (bandiera)                      | G     | Benito Doblado      | 1971 | 195 cm |        |  |
| 13 | Stati Uniti (bandiera)                 | C     | Dan Godfread        | 1967 | 208 cm | 113 kg |  |
| 14 | Uruguay (bandiera) · Spagna (bandiera) | AG    | Enrique Jorge López | 1970 | 205 cm |        |  |
| 15 | Spagna (bandiera)                      | P     | Rafael Monclova     | 1973 | 183 cm |        |  |
| -  | Spagna (bandiera)                      | G     | Joaquín Herencia    | 1971 | 193 cm |        |  |

| Allenatore                                                                                  |
| - José Pesquera                                                                             |
| Assistente/i                                                                                |
| - José Manuel Carrión - Antonio Jarana Legenda - (C) Capitano - (IN) Inattivo - Infortunato |

## Mercato

### Sessione estiva
| Acquisti | Acquisti     | Acquisti     | Acquisti   | Acquisti |
| R.a      | Nome         | da           | Modalità   |          |
| -------- | ------------ | ------------ | ---------- | -------- |
| C        | Dan Godfread | Andorra      | definitivo |          |
| AC       | Granger Hall | Manresa      | definitivo |          |
| P        | David Solé   | Peñas Huesca | definitivo |          |

| Cessioni | Cessioni         | Cessioni    | Cessioni       | Cessioni |
| R.       | Nome             | a           | Modalità       |          |
| -------- | ---------------- | ----------- | -------------- | -------- |
| AG       | Darryl Middleton | Barcellona  | fine contratto |          |
| C        | Steve Trumbo     |             | ritirato       |          |
| C        | Darrell Lockhart | Free agent  | fine contratto |          |
| P        | Chinche Lafuente | Estudiantes | fine contratto |          |